# بیول
بیول (به لاتین: Bioul) یک منطقهٔ مسکونی در بلژیک است که در انه واقع شده‌است. بیول ۲٬۰۵۸ نفر جمعیت دارد.